# متنزه جزر نهر هدسون الحكومي
متنزه جزر نهر هدسون الحكومي الواقع في مساحة 235 أكر (0.95 كـم2) هو متنزه حكومي في نيويورك. يقع المتنزه على نهر هدسون في مقاطعتي جرين وكولمبيا.

## وصف الحديقة
يضم متنزه جزر نهر هدسون الحكومي كامل جزيرة ستوكبورت ميدل جراوند والطرف الجنوبي من نقطة جاي. الحديقة مفتوحة من مايو حتى أكتوبر، ولا يمكن الوصول إليها إلا بالقوارب.
يوفر المتنزه إمكانية الوصول لصيد الأسماك والمشي لمسافات طويلة والصيد، ويشمل منطقة للاستخدام اليومي مع مناطق للنزهات وطريق طبيعي. يُسمح بالتخييم في العديد من المعسكرات البدائية بنظام من يأتي أولاً يخدم أولاً.
يقع المتنزه داخل حدود ستوكبورت فلاتس من محمية أبحاث مصبات الأنهار الوطنية لنهر هدسون ‏, وهو جزء من نظام محمية أبحاث مصبات الأنهار الوطنية.

## روابط خارجية
- New York State Parks: Hudson River Islands State Park